# Sweet Children
Sweet Children è il terzo EP del gruppo musicale statunitense Green Day, pubblicato nel 1990 dalla Skene! Records.

## Tracce
Testi e musiche di Billie Joe Armstrong, eccetto dove indicato.
1. Sweet Children – 1:41
2. Best Thing in Town – 2:03 (Armstrong, Dirnt)
3. Strangeland – 2:08
4. My Generation (The Who cover) – 2:19 (Townshend)

## Formazione
- Billie Joe Armstrong – voce, chitarra
- Mike Dirnt – basso, cori
- John Kiffmeyer – batteria, cori